# ピアッツィア (小惑星)
ピアッツィア (1000 Piazzia) は、小惑星帯に位置する小惑星番号がちょうど1000の小惑星である。カール・ラインムートがハイデルベルクのケーニッヒシュトゥール天文台で発見した。
最初の小惑星とされていたケレス（2006年以降は準惑星）の発見者であるジュゼッペ・ピアッツィにちなんで命名された。